# Prestegårdshagen
Prestegårdshagen är en tätort i Hurdals kommun i Akershus fylke isydöstra Norge. Orten är belägen cirka två kilometer söder om kommunens centralort Torget.